# Viroqua (hrabstwo Vernon)
Viroqua – miasto w Stanach Zjednoczonych, w stanie Wisconsin, w hrabstwie Vernon.